# Ligyra niveifrons
Ligyra niveifrons är en tvåvingeart som först beskrevs av Mario Bezzi 1914.  Ligyra niveifrons ingår i släktet Ligyra och familjen svävflugor. Inga underarter finns listade i Catalogue of Life.